# Fejø Sogn
Fejø Sogn er et sogn i Lolland Vestre Provsti (Lolland-Falsters Stift).
I 1800-tallet var Fejø Sogn et selvstændigt pastorat. Det hørte til Fuglse Herred i Maribo Amt. Fejø sognekommune blev ved kommunalreformen i 1970 indlemmet i Ravnsborg Kommune, der ved strukturreformen i 2007 indgik i Lolland Kommune.
I Fejø Sogn ligger Fejø Kirke.
I sognet findes følgende autoriserede stednavne:
- Andemose (bebyggelse)
- Avernakke Hage (areal)
- Briet (bebyggelse)
- Dybvig (bebyggelse)
- Fejø (areal)
- Kagevig (vandareal)
- Nørreherred (bebyggelse)
- Skalø (areal, bebyggelse)
- Skoven (bebyggelse)
- Skovnakke (areal)
- Sletteren (areal, bebyggelse)
- Store Mose (bebyggelse)
- Sønderherred (bebyggelse)
- Vasen (bebyggelse)
- Vejrø (areal, bebyggelse, ejerlav)
- Vesterby (bebyggelse, ejerlav)
- Østerby (bebyggelse, ejerlav)